# Stacy Burke
Stacy Burke (Rancho Cucamonga, California; 27 de mayo de 1975) es una actriz pornográfica y modelo erótica estadounidense.
Apareció por primera vez en una película pornográfica hardcore en More Dirty Debutantes "2000" Vol. 113 de Ed Powers.
Burke es una exnovia de Hugh Hefner y ha aparecido varias veces en The Girls Next Door, donde mostró su boda con su novio Roy en el episodio "Tying the Naughty". Según Izabella St. James, Hefner y sus otras novias terminaron la relación con ella cuando se enteraron de su pasado como actriz pornográfica hardcore.

## Filmografía
| Año  | Título                                |
| ---- | ------------------------------------- |
| 2007 | Gagged and Gift-Wrapped! (video)      |
| 2006 | The Mummy's Kiss: 2nd Dynasty (video) |
| 2006 | Bondage Babes (video)                 |
| 2006 | Double Wrapped Girl Friends (video)   |
| 2005 | Future Tension (video)                |